# RusK
RusK（ラスク）は、株式会社彩牙のアダルトゲームブランドである。
ブランドの名前の由来は「たまたま駄菓子屋で買ったラスク持ってたんで（笑）。ラスクみたいに皆に愛されるブランドになれば良いと思ってつけました。」と柊★たくみが述べている。

## 概要
2003年12月5日発売のアダルトゲーム「カラフルBOX」の発売元だった有限会社サウンドテイルの企画・開発部門が分離し、カラフルBOXのサポート・版権を引き継ぐ形で設立した。
2011年6月24日にAster（普及版）を発売したが2011年にホームページが閉鎖された。

## 作品一覧
- 2004年6月25日 - カラフルBOX DVD Edition（CGが追加されたリニューアル作品）
- 2004年10月15日 - 空缶 〜KaRaKaN〜（カラフルBOXのファンディスク）
- 2006年6月23日 - 君と恋して結ばれて
- 2007年11月9日 - Aster

## 過去に在籍したスタッフ
原画
- 浅葉ゆう

シナリオ
- P助
- 柊★たくみ